# Синютин, Денис Николаевич
Денис Николаевич Синютин — мастер спорта России по Кудо, черный пояс, 6 дан по Кудо. В кудо пришёл из косики-карате, в котором неоднократно становился победителем московских и российских чемпионатов, занимая только первые или вторые места. Начал заниматься кудо (тогда ещё дайдо-джуку карате-до) с 1995 г. и два года спустя стал выступать на чемпионатах, открыв чемпионскую серию победой на чемпионате России в категории 230 единиц. В дальнейшем многократно занимал первые и вторые места на чемпионатах России, городских соревнованиях Москвы, Ярославля и других городов. Участие Синютина в некоторых из этих чемпионатах отмечалось спецпризами «За лучшую технику». После победы на чемпионате Литвы в 2008 году завершил спортивную карьеру и сконцентрировался на тренерской деятельности. Женат, воспитывает шестерых детей. Окончил Московский Городской педагогический Университет в 2004 году.

## Спортивные достижения
1997 год - Чемпионат России по КУДО. 1 место (230 ед.)
1998 год  - Первенство Москвы по КУДО. 1 место (230 ед.)
1999 год - Чемпионат России по КУДО. 1 место (230 ед.)
1999 год - Чемпионат России по КУДО. Приз «За лучшую технику».
2000 год - Открытый Чемпионат Москвы (Митино) по КУДО. 1 место (230 ед.)
2000 год  - Открытый Чемпионат Москвы (Митино) по КУДО. Приз «За лучшую технику»
2000 год - Чемпионат России по КУДО. 1 место (230 ед.)
2000 год - Чемпионат России по КУДО. Приз «За лучшую технику».
2000 год - Открытый чемпионат Владивостока. 1 место (230 ед.)
2000 год - Открытый чемпионат Владивостока. Приз «За лучшую технику»
2000 год - Открытый чемпионат Обнинска. 1 место (230 ед.)
2001 год - Чемпионат России по КУДО. 2 место (230 ед.)
2001 г. — высшее достижение за карьеру спортсмена-бойца. На I чемпионате мира по кудо Синютин получил серебро в категории 230 единиц.
2002 год - Турнир в Обнинске. 1 место (230 ед.)
2002 год - Чемпионат России по КУДО. 1 место (230 ед.)
2002 год - Чемпионат России по КУДО. Приз «За лучшую технику»
2002 год - Чемпионат России по КУДО. Приз «Лучший боец года»
2003 год - Чемпионат России по КУДО. 2 место (230 ед.)
2003 год - Чемпионат России по КУДО. Приз «Зрительских симпатий»
2003 год - Открытый чемпионат Ярославля. 1 место(230 ед.)
2003 год - Открытый чемпионат Ярославля. Приз «За лучшую технику»
2004 год - Чемпионат России по КУДО. 2 место (230 ед.)
2004 год - Открытый турнир по КУДО в Эстонии. 2 место (230 ед.)
2004 год - Открытый турнир по КУДО в Ярославле. 1 место (230 ед.)
2004 год - Чемпионат по КУДО (Обнинск). 1 место (230 ед.)
2004 год - Чемпионат по КУДО (Иркутск). 1 место (230 ед.)
2005 год - Чемпионат России по КУДО. 1 место (230 ед.)
2008 год - Открытый Чемпионат Литвы по КУДО. 1 место (240 ед.) 

## Достижения учеников
В 2011 г. ученик Синютина Александр Пылев занял I место на «Кубке Ивана» (ежегодный открытый московский турнир кудо для новичков (не более 2 лет занятий и не старше 5 кю)) в категории 270 единиц. В том же году на первенстве московского района Митино для новичков (участники – дети и юниоры (до 18 лет)) ученики Синютина заняли многие призовые места  в категориях 150, 170, 180 и 220 единиц. В марте 2012 г. на первенстве Москвы по кудо ученики Синютина заняли I место в абсолютной категории и два вторых места в категории 220 единиц и 240 единиц. В апреле 2012 г. на 4-м межрегиональном турнире памяти павших воинов-спецназовцев ГРУ 2012 г. воспитанники Синютина в условиях сильнейшей конкуренции  (более 400 участников с ученическими степенями не ниже 6 кю) показали достойные результаты  : I место у Никиты Горяинова в категории 230 единиц, спецприз «За волю к победе» у Сулеймана Бабаева.  В том же месяце на первенстве Москвы по кудо (участники — дети и юниоры, имеющие спортивную квалификацию не ниже 7 кю) ученики Синютина Ш. Ганиматли и С. Минаков взяли первое и третье призовые места, соответственно, в категории 240 единиц.

## Участие в Первом чемпионате мира по КУДО
На Первом (после переименования Дайдо-Дужку в КУДО) чемпионате мира по КУДО 2001 г. , который проходил в Токио, Япония, Синютин победил в трех поединках и вышел в финал, где ему предстоял бой с легендой Дайдо-Дужку Карате-До Огавой Хидеки, который считается признанным мастером стиля и старше Дениса на 11 лет. Сам Синютин перед боем признался, что ему очень тяжело выходить на татами с Огавой, так как тот является его кумиром, однако он тщательно готовился к возможному бою с ним, для чего изучал видеозаписи поединков с его участием. Александр Весельчаков, который был одним из российских комменторов турнира (трансляция "НТВ+ Спорт"), отметил, что Огава начал поединок в необычной манере: сделав несколько входов в клинч и переводя бой в партер, тут же выходил обратно в стойку, как бы имея в виду, что дальнейшие действия у него не получатся, и тем самым сбивал Синютина с толку. Буквально через полторы минуты после начала боя Огава провел неожиданный прием —сумел сделать захват за отворот кимоно, за счет чего нанести резкий удар головой, опять перевел бой в партер и внезапно провел удушающий прием, надавливая рукой на шею и одновременно оттягивая воротник кимоно, вынудив Синютина сдаться. Вместе с тем, ликование поклонников Огавы после того, как бойцы покинули татами, очевидно, подтверждало то, что японцы рассматривали Синютина как серьезного противника и его шансы на победу были весьма высоки.